# Бочаров, Сергей Геннадиевич
Бочаров Сергей Геннадиевич (род. 9 июля 1970, Буча) — украинский и российский историк и археолог, заместитель директора по научной работе Научно-исследовательского института истории и археологии Византии и Причерноморья, заведующий кафедрой «Археология» Севастопольского государственного университета, кандидат исторических наук, доцент.

## Биография
Сергей Бочаров родился 9 июля 1970 года в тогда ещё посёлке Буча Киевской области. С 1989 года по 1995 год учился на историческом факультете Симферопольского Государственного университета им. М. В. Фрунзе, с 1997 по 1999 год проходил аспирантуру в МГУ. Там же, в 2000 году, защитил кандидатскую диссертацию по теме «Историческая топография Каффы (конец XIII — 1774 гг.) Фортификация, культовые памятники, система водоснабжения», научный руководитель В. Л. Мыц.
Трудовую деятельность начал в 1988 году — экскурсоводом Ялтинского исторического музея, со следующего года и по 1990 год — младший научный сотрудник отдела археологии и том же музее, а с июня 1990 года старший лаборант научно-исследовательской лаборатории по изучению этнической истории Крыма Симферопольского государственного университета. С 1992 года — старший лаборант отдела византинистики Крымского отделения Института востоковедения НАН Украины, с апреля 1996 года — младший научный сотрудник отдела средневековый археологии Крымского филиала института археологии НАНУ, с июня 2002 года — там же старший научный сотрудник, в 2005—2010 году — исполняющий обязанности заведующего отделом средневековой археологии. С 2016 года старший научный сотрудник Института археологии Крыма. С 2003 года, по совместительству, занимает должность доцента кафедры Истории и философии Крымского государственного гуманитарного университета КФУ в Ялте, где читал курс истории средних веков.
С 2017 по 2021 гг. С. Г. Бочаров успешно работал в Институте археологии им. А. Х. Халикова АН Республики Татарстан, занимал должность ученого секретаря Института, преподавал на кафедре археологии и этнологии Казанского федерального университета.
В 2021—2024 гг. работал в СевГУ на должности директора Научно-образовательного центра «Археологические исследования». Кроме того, работает ведущим научным сотрудником научно-исследовательской лаборатории «Историко-археологическая лаборатория по комплексному изучению Византийского Причерноморья», а также доцентом кафедры «Всеобщая история и мировая культура» Института общественных наук и международных отношений.
С 2025 года является заместителем директора по научной работе Научно-исследовательского института истории и археологии Византии и Причерноморья и заведующим кафедрой «Археология» Института общественных наук и международных отношений Севастопольского государственного университета.

## Научная деятельность
С 1988 года Бочаров Сергей Геннадиевич принимал участие в археологических экспедициях. С 1996 года — заместитель начальника, в 2001—2011 год — начальник Восточно-Крымской (Феодосийской) археологической экспедиции. Участвовал в исследованиях античного святилища и средневекового храма на перевале Гурзуфское седло в 1988—1989 году, в 1990 году — средневекового поселения в хоры Херсонеса, раскопках Боспора (1991 год) и Баклы в 1992—1994 году, в течение 20 лет, с 1991 по 2011 год, участник, затем руководитель, Восточно-Крымской (Феодосийской) археологической экспедиции. Руководил раскопками армянского монастыря в Двухякорной долине в 1998—2000 году, Сугдеи — 2001—2002 год, Перекопской крепости в 2001 году, поселения Тепсень (2003—2010 год); исследовал поселения и замки Южного берега Крыма и кампании Каффы. С 2011 года — начальник археологической экспедиции «Каффа», исследующей византийские, генуэзские и золотоордынские памятники на территории Северного Причерноморья, а также совместно с Институтом археологии им. А. Х. Халикова золотоордынских городов Болгар (исследования 2012—2016 гг.), Маджар (исследования 2016—2018 гг.), Азак (исследования 2021 г.).
С. Г. Бочаров являлся главным редактором двух периодических сборников научных трудов: «Поливная керамика Средиземноморья и Причерноморья X—XVIII вв.» (в 2 томах) и «Генуэзская Газария и Золотая Орда», также в 2 томах, входит в редколлегию журнала «Средневековые Тюрко-Татарские государства». Главный редактор четвёртого тома журнала «Археология Евразийских степей» (средневековая археология), член редакционного совета журнала «Поволжская археология».
С. Г. Бочаров автор более 250 научных публикаций, в том числе, 2 монографий, 1 коллективной монографии, 2 учебных пособий, привлекался для написания глав в «Большой российской энциклопедии» и «Российской исторической энциклопедии».

## Основные работы
Бочаров Сергей Геннадиевич автор более 250 научных публикаций, в том числе 3 монографий, 1 коллективной монографии, 2 учебных пособий привлекался для написания глав в «Большой российской энциклопедии» и «Российской исторической энциклопедии»:

### Монографии
- Татарстан — Крым. Город Болгар и изучение татарской культуры в Татарстане и Крыму в 1923—1929 гг. Под ред. С. Г. Бочарова и А. Г. Ситдикова. Казань, Пермь: Астер Плюс. 2016. Т. I. 580 с., Казань: ООО «Издат-Принт». 2016. Т. II. 572 с., Казань, Пермь: Астер Плюс. 2016. Т. III. 719 с.
- Bocharov, S. G. Between the Byzantium, the Mongols and the Ottomans — The studies of fthe history of Crimea in the 13th-18th centuries[10] / S. G. Bocharov. — Brăila : Editura Academiei Române, Editura Istros a Muzeului Brăilei «Carol I», 2021. — 436 p. — EDN BMVAKY. ISBN 978-606-654-454-2
- Бочаров С. Г.. Исследования гончарного производства у Галанского озера Болгарского городища / Бочаров С. Г., Ситдиков А. Г. / Материалы и исследования по археологии Великого Болгара. Том III. — Казань: Изд-во АН РТ, 2023.э — 184 с.
- Бочаров С. Г., Масловский А. Н. Поливная керамика Причерноморья конца XIII—XIV века. Коллекция Азовского музея-заповедника / серия «Средневековая керамика» — Санкт-Петербург: Типография «НП-Принт». 2024. — 504 с.

### Учебные пособия
- Планирование и организация проведения археологических экспедиций: Учебное пособие для студентов направления подготовки 46.04.01 История, 46.04.04 Археология / С. Г. Бочаров, В. И. Двухшорстнов, В. В. Лебединский, Д. Б. Татарков. — Уфа: Общество с ограниченной ответственностью «Аэтерна», 2022. — 126 с. — ISBN 978-5-00-177473-0. — EDN PBWKRX.
- Технологии проведения подводных археологических исследований: Учебное пособие для студентов направления подготовки 46.04.01 История, 46.04.04 Археология / С. Г. Бочаров, В. И. Двухшорстнов, В. В. Лебединский, Д. Б. Татарков. — Уфа : Общество с ограниченной ответственностью «Аэтерна», 2022. — 100 с. — ISBN 978-5-00-177474-7. — EDN RCMHJO.
- С. Г. Бочаров, Ю. М. Могаричев. История и археология Византийского Крыма: учебник для вузов и учреждений дополнительного образования. — Симферополь: Н. Орiанда, 2024—232 с.
- С. Г. Бочаров, Ю. М. Могаричев. Археология «пещерных городов» Крыма: учебник для вузов. — Симферополь: Н.Орiанда, 2024. — 296 с.

### Статьи
- Айбабина Е. А., Бочаров С. Г. Новые материалы к истории армянской колонии Каффы // Византийский Временник. 1997. Т. 57. С. 211—234;
- Бочаров С. Г. Фортификационные сооружения Каффы (конец XIII — вторая половина XV вв.) // Причерноморье в средние века. СПб. 1998. Вып. 3. С. 82 — 117.
- Бочаров, Сергей Геннадиевич. Заметки по исторической географии генуэзской Газарии XIV–XV веков. Консульство Солдайское // Античная древность и средние века. Материалы XII международных научных Сюзюмовских чтений / Степаненко, Валерий Павлович. — Екатеринбург: Уральский государственный университет, 2005. — Т. 36. — С. 282—294. — 323 с. — ISBN 5-7996-0227-7.
- Бочаров С. Г., Коваль В. Ю. Керамика Хазарской эпохи в Восточном Крыму // Материалы докладов Международного научного семинара «Керамика Хазарского Каганата (VII—X вв.) и проблема идентификации болгарской керамики в странах Причерноморья и Поволжье». Симферополь. 2011. С. 13 — 20;
- Bocharov S., Maslovskiy A. The byzantine glazed pottery in northern Black See region (end XIII—XIV centuries). // Acts of IX Congresso Internazionale sulla ceramica Medievale nel Mediterraneo. Venezia, 2012. Р. 255—260.
- Бочаров С. Г. Археология Латинской Газарии: определение термина и научное содержание. // Труды III Международного конгресса средневековой археологии евразийских степей «Между Востоком и Западном: движение культур, технологий и империй». Под.ред. Н. Н. Крадина, А. Г. Ситдикова Владивосток: Дальнаука. 2017. С. 57-63.
- Бочаров С. Г. Селение Посидинма в Юго-Восточном Крыму и его керамический комплекс (рубеж XIII—XIV вв.) // Поливная керамика Средиземноморья и Причерноморья в X—XVIII вв. Под. ред. С. Г. Бочароа, В. Франсуа, А. Г. Ситдикова. Казань, Кишинев: Стратум. 2017. Том. 2. С. 409—447.
- Бочаров С. Г. Археология Генуэзской Газарии XIII—XV вв. Определение термина // Научные ведомости Белгородского государственного университета. История. Политология. № 15 (264). Вып. 43. Март. 2018. С. 64-79.
- Bocharov S. Archaeology of Venetian Gazaria, 13th-15th Centuries. Definition of Terms and Scientific Sources // Studia mediaevalia Europaea et orientalia : miscellanea in honorem professoris emeriti Victor Spinei oblata / Ed.: Bilavschi G., Aparaschivei D. Bucuresti: Editura Academiei Romane, 2018. P. 439 −454.
- Бочаров С. Г. Историческая география крымских территорий Генуэзской Газарии (1275—1475 гг.) // Генуэзская Газария и Золотая Орда. Т. 2. Отв. ред. С. Г. Бочаров А. Г. Ситдиков. Казань, Кишинёв: Stratum plus, 2019. С. 741—770. https://www.academia.edu/40263362/Historical_Geography_of_the_Crimean_Territories_of_the_Genoese_Gazaria_1275_1475_Историческая_география_крымских_территорий_Генуэзской_Газарии_1275_1475_гг_
- Бочаров С. Г. К вопросу о расположении Фульской епархии в Горном Крыму // Византийский временник. 2020. Т. 104. С. 160—174[11]
- Бочаров С. Г., Масловский А. Н. Некоторые соображения об эволюции городов Золотой Орды // Stratum plus, 2022. № 6. С. 319—329 doi.org /10.55086/sp226319329